# Książę Zuko
Książę Zuko – bohater amerykańskiego serialu animowanego Avatar: Legenda Aanga. 16-letni wygnany książę Narodu Ognia.
Ma obsesję na punkcie schwytania awatara, co można zauważyć w wielu grach i odcinkach, gdyż jest to jedyny sposób, by odzyskać honor i oczyścić się w oczach ojca – Lorda Ozai. Jego postać powoli dojrzewa pod wpływem czasu spędzonego na wygnaniu. Z czasem z pompatycznego księcia zmienia się w wyrzutka, borykającego się z uczuciem litości wobec ludzi sterroryzowanych przez jego własny naród. Nie potrafi rozróżnić dobra i zła. Zazwyczaj zimny, nieraz okazuje się niezwykle troskliwy, głównie w obecności stryja Iroh. Ostatecznie jednak postanawia pomóc awatarowi pokonać Lorda Ozaia i przyłącza się do drużyny; po pokonaniu ojca zostaje władcą Narodu Ognia. Znakiem rozpoznawczym Zuko jest blizna na lewym oku, powstała w wyniku rany zadanej mu przez jego własnego ojca podczas Agni Kai. Ojciec nieraz mówił mu, że jego siostra urodziła się szczęściarą, zaś Zuko miał szczęście, że się urodził.
W filmie aktorskim Ostatni władca wiatru z 2010 roku postać Zuko zagrał brytyjski aktor Dev Patel.